# Парадигмы двойной задачи
Парадигма двойной задачи — это метод в экспериментальной нейропсихологии, который требует от испытуемого выполнения двух задач одновременно. Выполнение таких заданий необходимо для сравнения производительности с условиями выполнения каждой задачи отдельно. Если показатели производительности по одной или обеим задачам снижаются при их одновременном выполнении по сравнению с выполнением их по отдельности, это означает, что эти две задачи мешают друг другу и предполагается, что обе они конкурируют за один и тот же ресурс психологической обработки информации в мозге.
Например, чтение стихов наизусть и езда на велосипеде — это две задачи, которые могут выполняться одинаково хорошо как по отдельности, так и одновременно. Однако чтение стихов наизусть во время написания эссе должно ухудшить производительность хотя бы по одной из этих задач, так как они мешают друг другу.
Интерпретация исследований, в которых используются двойные задачи, основывается на теории о том, что ресурсы человеческой обработки информации ограничены и могут распределяться между задачами. Также предполагается, что эти ресурсы могут подразделяться на несколько классов.

## External links
- Scholarpedia article